# Bangor Erris
Bangor Erris (in gaelico irlandese, Beannchar) è un villaggio del Mayo, in Irlanda.

## Caratteristiche
Situata nel Mayo settentrionale, è un piccolo abitato molto attrattivo sulle sponde del fiume Owenmore, oltre che il principale punto d'accesso per la penisola di Mullet, collegando Belmullet con Ballina e Westport.  Il lago Carramore, ben conosciuto per la fauna ittica che lo contraddistingue, è lontano pochi chilometri, contribuendo a rendere Bangor una meta gettonatissima per i pescatori, specialmente per quelli attratti dal salmone e dalla trota.
Bangor Erris giace ai piedi del "Bangor Trail", un passo montano di circa quaranta chilometri che percorre la catena del Nephin Beg fino a Newport. Di interesse, nella vicina località di Carne, un campo da golf di 18 buche ben attrezzato e situato a breve distanza da  Belmullet, che offre suggestive viste delle isole di Inniskea and Innisglora.